# Герцог Аостський

Герб герцогів Аостскіх

Герцог Аостський (італ. Duca d'Aosta, фр. Duc d'Aoste) — титул голови однієї з молодших гілок Савойської династії.
Титул графа Аостського був частиною титулатури глави Савойської династії, починаючи з її родоначальника Гумберта Білорукого (20-і роки XI століття).
У середині XIII століття імператор Священної Римської імперії Фрідріх II (з династії Гогенштауфенів) перетворив Аостську долину в герцогство. Регіон був частиною земель Савойського дому (окрім періоду французької окупації у 1539–1563). Герб Валле д'Аоста знаходився в гербі Савойського дому аж до об'єднання Італії 1870.
Під час Рісорджименто, герцог Аостський був частиною титулу спадкоємця сардинского престолу. Проте у 1845 титул був наданий синові спадкоємця (тобто, онукові правлячого тоді в П'ємонті короля Карла Альберта) — Амедео, 1-му герцогу Аостському.
У квітні 1941 на території Хорватії (без Далмації), Боснії та Герцеговини та частині Сербії було утворено фашистську Незалежну державу Хорватія. 18 травня її королем був проголошений князь Аймон Маргарита Марія Джузеппе ді Торіно, герцог Аостський, під ім'ям Томіслав II. Однак він жодного разу не побував у своєму королівстві, а 31 липня 1943 відрікся від престолу.

## Дерево
Нинішній герцог Аостський Амадео проголосив себе претендентом на італійський престол (поряд зі своїм четвероюродной братом Віктором Еммануїлом, принцом Неаполітанським). Був також претендентом на хорватський трон (під ім'ям Звонимира II).
|                                                                          |                                                                          |                                                                          |                                                                          |                                                                          |                                                                          | Марія Вітторія даль Поццо (1846—1876) | Марія Вітторія даль Поццо (1846—1876) | Марія Вітторія даль Поццо (1846—1876)                                | Марія Вітторія даль Поццо (1846—1876)                                | Марія Вітторія даль Поццо (1846—1876)                                | Марія Вітторія даль Поццо (1846—1876)                                |                                                                      |                                                                      |  |  |                                        |                                        | Амедео, 1-й герцог Аостський (1845 — 1890), король Іспанії (1870 — 1873) | Амедео, 1-й герцог Аостський (1845 — 1890), король Іспанії (1870 — 1873) | Амедео, 1-й герцог Аостський (1845 — 1890), король Іспанії (1870 — 1873) | Амедео, 1-й герцог Аостський (1845 — 1890), король Іспанії (1870 — 1873) | Амедео, 1-й герцог Аостський (1845 — 1890), король Іспанії (1870 — 1873) | Амедео, 1-й герцог Аостський (1845 — 1890), король Іспанії (1870 — 1873) |                                 |                                 |                                 |                                 |                                 |                                 | Марія Летиція Бонапарт (1866—1926) | Марія Летиція Бонапарт (1866—1926) | Марія Летиція Бонапарт (1866—1926) | Марія Летиція Бонапарт (1866—1926) | Марія Летиція Бонапарт (1866—1926) | Марія Летиція Бонапарт (1866—1926) |  |  |
|                                                                          |                                                                          |                                                                          |                                                                          |                                                                          |                                                                          | Марія Вітторія даль Поццо (1846—1876) | Марія Вітторія даль Поццо (1846—1876) | Марія Вітторія даль Поццо (1846—1876)                                | Марія Вітторія даль Поццо (1846—1876)                                | Марія Вітторія даль Поццо (1846—1876)                                | Марія Вітторія даль Поццо (1846—1876)                                |                                                                      |                                                                      |  |  |                                        |                                        | Амедео, 1-й герцог Аостський (1845 — 1890), король Іспанії (1870 — 1873) | Амедео, 1-й герцог Аостський (1845 — 1890), король Іспанії (1870 — 1873) | Амедео, 1-й герцог Аостський (1845 — 1890), король Іспанії (1870 — 1873) | Амедео, 1-й герцог Аостський (1845 — 1890), король Іспанії (1870 — 1873) | Амедео, 1-й герцог Аостський (1845 — 1890), король Іспанії (1870 — 1873) | Амедео, 1-й герцог Аостський (1845 — 1890), король Іспанії (1870 — 1873) |                                 |                                 |                                 |                                 |                                 |                                 | Марія Летиція Бонапарт (1866—1926) | Марія Летиція Бонапарт (1866—1926) | Марія Летиція Бонапарт (1866—1926) | Марія Летиція Бонапарт (1866—1926) | Марія Летиція Бонапарт (1866—1926) | Марія Летиція Бонапарт (1866—1926) |  |  |
|                                                                          |                                                                          |                                                                          |                                                                          |                                                                          |                                                                          |                                       |                                       |                                                                      |                                                                      |                                                                      |                                                                      |                                                                      |                                                                      |  |  |                                        |                                        |                                                                          |                                                                          |                                                                          |                                                                          |                                                                          |                                                                          |                                 |                                 |                                 |                                 |                                 |                                 |                                    |                                    |                                    |                                    |                                    |                                    |  |  |
|                                                                          |                                                                          |                                                                          |                                                                          |                                                                          |                                                                          |                                       |                                       |                                                                      |                                                                      |                                                                      |                                                                      |                                                                      |                                                                      |  |  |                                        |                                        |                                                                          |                                                                          |                                                                          |                                                                          |                                                                          |                                                                          |                                 |                                 |                                 |                                 |                                 |                                 |                                    |                                    |                                    |                                    |                                    |                                    |  |  |
| Еммануїл Філіберто, 2-й герцог Аостський (1869–1931)                     | Еммануїл Філіберто, 2-й герцог Аостський (1869–1931)                     | Еммануїл Філіберто, 2-й герцог Аостський (1869–1931)                     | Еммануїл Філіберто, 2-й герцог Аостський (1869–1931)                     | Еммануїл Філіберто, 2-й герцог Аостський (1869–1931)                     | Еммануїл Філіберто, 2-й герцог Аостський (1869–1931)                     |                                       |                                       | Віктор Еммануїл (1872—1946), граф Туринський                         | Віктор Еммануїл (1872—1946), граф Туринський                         | Віктор Еммануїл (1872—1946), граф Туринський                         | Віктор Еммануїл (1872—1946), граф Туринський                         | Віктор Еммануїл (1872—1946), граф Туринський                         | Віктор Еммануїл (1872—1946), граф Туринський                         |  |  | Луїджі Амедео (1873—1933), гц. Абруцці | Луїджі Амедео (1873—1933), гц. Абруцці | Луїджі Амедео (1873—1933), гц. Абруцці                                   | Луїджі Амедео (1873—1933), гц. Абруцці                                   | Луїджі Амедео (1873—1933), гц. Абруцці                                   | Луїджі Амедео (1873—1933), гц. Абруцці                                   |                                                                          |                                                                          | Умберто (1889—1918), гр. Салемі | Умберто (1889—1918), гр. Салемі | Умберто (1889—1918), гр. Салемі | Умберто (1889—1918), гр. Салемі | Умберто (1889—1918), гр. Салемі | Умберто (1889—1918), гр. Салемі |                                    |                                    |                                    |                                    |                                    |                                    |  |  |
| Еммануїл Філіберто, 2-й герцог Аостський (1869–1931)                     | Еммануїл Філіберто, 2-й герцог Аостський (1869–1931)                     | Еммануїл Філіберто, 2-й герцог Аостський (1869–1931)                     | Еммануїл Філіберто, 2-й герцог Аостський (1869–1931)                     | Еммануїл Філіберто, 2-й герцог Аостський (1869–1931)                     | Еммануїл Філіберто, 2-й герцог Аостський (1869–1931)                     |                                       |                                       | Віктор Еммануїл (1872—1946), граф Туринський                         | Віктор Еммануїл (1872—1946), граф Туринський                         | Віктор Еммануїл (1872—1946), граф Туринський                         | Віктор Еммануїл (1872—1946), граф Туринський                         | Віктор Еммануїл (1872—1946), граф Туринський                         | Віктор Еммануїл (1872—1946), граф Туринський                         |  |  | Луїджі Амедео (1873—1933), гц. Абруцці | Луїджі Амедео (1873—1933), гц. Абруцці | Луїджі Амедео (1873—1933), гц. Абруцці                                   | Луїджі Амедео (1873—1933), гц. Абруцці                                   | Луїджі Амедео (1873—1933), гц. Абруцці                                   | Луїджі Амедео (1873—1933), гц. Абруцці                                   |                                                                          |                                                                          | Умберто (1889—1918), гр. Салемі | Умберто (1889—1918), гр. Салемі | Умберто (1889—1918), гр. Салемі | Умберто (1889—1918), гр. Салемі | Умберто (1889—1918), гр. Салемі | Умберто (1889—1918), гр. Салемі |                                    |                                    |                                    |                                    |                                    |                                    |  |  |
|                                                                          |                                                                          |                                                                          |                                                                          |                                                                          |                                                                          |                                       |                                       |                                                                      |                                                                      |                                                                      |                                                                      |                                                                      |                                                                      |  |  |                                        |                                        |                                                                          |                                                                          |                                                                          |                                                                          |                                                                          |                                                                          |                                 |                                 |                                 |                                 |                                 |                                 |                                    |                                    |                                    |                                    |                                    |                                    |  |  |
| Амедео, 3-й герцог Аостський (1898–1942), віцекороль Ефіопії (1937 — 42) | Амедео, 3-й герцог Аостський (1898–1942), віцекороль Ефіопії (1937 — 42) | Амедео, 3-й герцог Аостський (1898–1942), віцекороль Ефіопії (1937 — 42) | Амедео, 3-й герцог Аостський (1898–1942), віцекороль Ефіопії (1937 — 42) | Амедео, 3-й герцог Аостський (1898–1942), віцекороль Ефіопії (1937 — 42) | Амедео, 3-й герцог Аостський (1898–1942), віцекороль Ефіопії (1937 — 42) |                                       |                                       | Аймон, 4-й герцог Аостський (1900–1948), король Хорватії (1941–1943) | Аймон, 4-й герцог Аостський (1900–1948), король Хорватії (1941–1943) | Аймон, 4-й герцог Аостський (1900–1948), король Хорватії (1941–1943) | Аймон, 4-й герцог Аостський (1900–1948), король Хорватії (1941–1943) | Аймон, 4-й герцог Аостський (1900–1948), король Хорватії (1941–1943) | Аймон, 4-й герцог Аостський (1900–1948), король Хорватії (1941–1943) |  |  |                                        |                                        |                                                                          |                                                                          |                                                                          |                                                                          |                                                                          |                                                                          |                                 |                                 |                                 |                                 |                                 |                                 |                                    |                                    |                                    |                                    |                                    |                                    |  |  |
| Амедео, 3-й герцог Аостський (1898–1942), віцекороль Ефіопії (1937 — 42) | Амедео, 3-й герцог Аостський (1898–1942), віцекороль Ефіопії (1937 — 42) | Амедео, 3-й герцог Аостський (1898–1942), віцекороль Ефіопії (1937 — 42) | Амедео, 3-й герцог Аостський (1898–1942), віцекороль Ефіопії (1937 — 42) | Амедео, 3-й герцог Аостський (1898–1942), віцекороль Ефіопії (1937 — 42) | Амедео, 3-й герцог Аостський (1898–1942), віцекороль Ефіопії (1937 — 42) |                                       |                                       | Аймон, 4-й герцог Аостський (1900–1948), король Хорватії (1941–1943) | Аймон, 4-й герцог Аостський (1900–1948), король Хорватії (1941–1943) | Аймон, 4-й герцог Аостський (1900–1948), король Хорватії (1941–1943) | Аймон, 4-й герцог Аостський (1900–1948), король Хорватії (1941–1943) | Аймон, 4-й герцог Аостський (1900–1948), король Хорватії (1941–1943) | Аймон, 4-й герцог Аостський (1900–1948), король Хорватії (1941–1943) |  |  |                                        |                                        |                                                                          |                                                                          |                                                                          |                                                                          |                                                                          |                                                                          |                                 |                                 |                                 |                                 |                                 |                                 |                                    |                                    |                                    |                                    |                                    |                                    |  |  |
|                                                                          |                                                                          |                                                                          |                                                                          |                                                                          |                                                                          |                                       |                                       | Амедео де Савойя-Аостський .( 1943-2021)                             |                                                                      |                                                                      |                                                                      |                                                                      |                                                                      |  |  |                                        |                                        |                                                                          |                                                                          |                                                                          |                                                                          |                                                                          |                                                                          |                                 |                                 |                                 |                                 |                                 |                                 |                                    |                                    |                                    |                                    |                                    |                                    |  |  |
|                                                                          |                                                                          |                                                                          |                                                                          |                                                                          |                                                                          |                                       |                                       |                                                                      |                                                                      |                                                                      |                                                                      |                                                                      |                                                                      |  |  |                                        |                                        |                                                                          |                                                                          |                                                                          |                                                                          |                                                                          |                                                                          |                                 |                                 |                                 |                                 |                                 |                                 |                                    |                                    |                                    |                                    |                                    |                                    |  |  |
|                                                                          |                                                                          |                                                                          |                                                                          |                                                                          |                                                                          |                                       |                                       | Аймон (н. 1967), герцог апулійські                                   |                                                                      |                                                                      |                                                                      |                                                                      |                                                                      |  |  |                                        |                                        |                                                                          |                                                                          |                                                                          |                                                                          |                                                                          |                                                                          |                                 |                                 |                                 |                                 |                                 |                                 |                                    |                                    |                                    |                                    |                                    |                                    |  |  |
|                                                                          |                                                                          |                                                                          |                                                                          |                                                                          |                                                                          |                                       |                                       |                                                                      |                                                                      |                                                                      |                                                                      |                                                                      |                                                                      |  |  |                                        |                                        |                                                                          |                                                                          |                                                                          |                                                                          |                                                                          |                                                                          |                                 |                                 |                                 |                                 |                                 |                                 |                                    |                                    |                                    |                                    |                                    |                                    |  |  |
|                                                                          |                                                                          |                                                                          |                                                                          |                                                                          |                                                                          |                                       |                                       | Умберто (н. 2009)                                                    |                                                                      |                                                                      |                                                                      |                                                                      |                                                                      |  |  |                                        |                                        |                                                                          |                                                                          |                                                                          |                                                                          |                                                                          |                                                                          |                                 |                                 |                                 |                                 |                                 |                                 |                                    |                                    |                                    |                                    |                                    |                                    |  |  |